# 1335
Пізнє Середньовіччя •  Реконкіста •  Ганза •  Авіньйонський полон пап •  Монгольська імперія •  Чорна смерть

## Геополітична ситуація
Візантійську імперію очолює Андронік III Палеолог (до 1341). Імператором Священної Римської імперії
є Людвіг Баварський (до 1347). У Франції править Філіп VI Валуа (до 1350).
Апеннінський півострів розділений: північ належить Священній Римській імперії, середню частину займає Папська область, південь належить Неаполітанському королівству. Деякі міста півночі: Венеція, Піза, Генуя тощо, мають статус міст-республік. Триває боротьба гвельфів та гібелінів.
Майже весь Піренейський півострів займають християнські Кастилія і Леон, Арагонське королівство та Португалія, під владою маврів залишилися тільки землі на самому півдні. Едуард III королює в Англії (до 1377), Магнус Еріксон є королем Норвегії та Швеції (до 1364), а королем Польщі — Казимир III (до 1370). У Литві править князь Гедимін (до 1341).
Руські землі перебувають під владою Золотої Орди. Почалося захоплення територій сучасних України й Білорусі Литвою. Галицько-Волинське князівство очолює Юрій II Болеслав (до 1340). В Києві править князь Федір Іванович. Ярлик на володимирське князівство має московський князь Іван Калита.
Монгольська імперія займає більшу частину Азії, але вона розділена на окремі улуси, що воюють між собою. У Китаї, зокрема, править монгольська династія Юань. У Єгипті владу утримують мамлюки. Мариніди правлять у Магрибі. Делійський султанат є наймогутнішою державою Індії. В Японії триває реставрація Кемму.
Цивілізація мая переживає посткласичний період. Почали зароджуватися цивілізація ацтеків та інків.

## Події
- Королі Угощини Карл I Роберт, Богемії Ян Люксембурзький та Польщі Казимир III на зустрічі у Вишеграді утворили союз проти Габсбургів.
- Отто Веселий із роду Габсбургів став герцогом Каринтії.
- Папа римський Бенедикт XII розпочав реформу Ордену цистерціанців.
- Скасовано відлучення від церкви короля Сицилії Федеріго II та інтердикт на острівне королівство.
- У Генуї гібеліни повстали й вигнали з міста гвельфів.
- Після смерті Абу Саїда Багадура держава ільханів розпалася. На заході владу зберігали монгольські правителі, тоді як на сході вона перейшла до персів.
- Геогрій V Багратіоні зумів звільнити Грузію від монголів.
- У Японії спалахнуло повстання проти імператора Ґо-Дайґо, правління якого ставало дедалі деспотичнішим. Одним з очільників заколоту став Такаудзі Асікаґа.